# Сладолед
Сладолед је хладан десерт, направљен од млечних производа, као што је згуснуто млеко, комбиновано са вештачким укусима и заслађивачима, као што је шећер. Ова мешавина се приликом хлађења меша да би се избегло формирање кристала леда.

## Историја

### Рано смрзнути десерти
Порекло смрзнутих десерта је нејасно, иако постоји неколико извештаја о њиховој историји. Неки извори описују храну налик сладоледу као пореклом из Персије још 550. године пре нове ере.. Користећи ледене куће и ледене базене, Персијанци су могли да служе и производе фалудех и шeрбет током целе године.
Какигори је био јапански десерт са ледом и ароматизованим сирупом. Порекло какигорија датира још из хејанског периода у јапанској историји, када су блокови леда сачувани током хладнијих месеци бивали обријани и сервирани са слатким сирупом јапанској аристократији током лета. Какигоријево порекло се помиње у Записима пред сан, књизи запажања коју је написао Сеи Шонагон, који је служио на Царском двору током хејанског периода.
Најранији познати записани поступак за вештачко прављење леда није познат из кулинарских текстова, већ из списа арапског историчара Ибн Аби Усајбије из 13. века у његовој књизи Kitab Uyun al-anba fi tabaqat-al-atibba (Књига извора информација о класама лекара) о медицини у којој Ибн Абу Усајбија приписује процес још старијем аутору, Ибн Бактавајхи, о коме се ништа не зна.
Производња сладоледа је постала лакша са открићем ендотермног ефекта. Пре тога, крема се могла лако охладити, али не и замрзнути. Додавање соли које снижава тачку топљења леда, има ефекат извлачења топлоте из креме и омогућава јој да се замрзне.

### Јужна Азија
У шеснаестом веку, Могулско царство је користило штафете коњаника да донесу лед са Хиндукуша у свој главни град Делхи. Лед је коришћен у воћним шербетима. Такође је коришћен за прављење кулфија, популарног замрзнутог млечног десерта са Индијског потконтинента који се често описује као „традиционални индијски сладолед“.

### Европа
Техника „замрзавања“ није позната ни у једном европском извору пре 16. века. Током шеснаестог века, аутори су помињали ефекат расхладног средства који се дешавао када је со додата у лед и узроковала његово смрзавање. Али тек у другој половини седамнаестог века, шербети и сладоледи су прављени овим процесом.
Распростирање сладоледа широм Европе понекад се приписује маварским трговцима, али чешће Марку Полу. Иако се то не помиње ни у једном од његових списа, Полу се често придају заслуге за увођење десерта у стилу шербета у Италију након што је то научио током својих путовања у Кину. Каже се да је италијанска војвоткиња Катарина де Медичи увела ароматизовани шербет у Француску када је довела италијанске куваре са собом у Француску након удаје за војводу од Орлеана (Хенри II од Француске) 1533. године. Сто година касније, Чарлс I из Енглеске је наводно био толико импресиониран „замрзнутим снегом“ да је свом произвођачу сладоледа понудио доживотну пензију у замену за чување формуле у тајности, тако да је сладолед могао да буде краљевски прерогатив. Нема доказа који подржавају многе од ових легенди.

#### Француска
Године 1651, Италијан Франческо деј Колтели отворио је кафић за сладолед у Паризу, а производ је постао толико популаран да је током наредних 50 година отворено још 250 кафића у Паризу.

#### Енглеска
Прво забележено помињање сладоледа у Енглеској било је 1671. Елијас Ешмол је описао јела која су сервирана на празнику Светог Ђорђа у Виндзору за Чарлса II 1671. године, што је укључивало „један тањир сладоледа“. Једини сто на банкету са сладоледом био је краљев. Први рецепт за сладолед на енглеском објављен је у Рецептима госпође Мери Илс, књизи посвећеној посластичарству, у Лондону 1718. године.

## Занимљивости у вези са сладоледом
- Упалу грла од сладоледа углавном добијају они којима је грло већ нападнуто бактеријама.
- Сладолед се у Русији више једе зими него лети, јер је високо калоричан.
- Британска председница владе Маргарет Тачер, по занимању инжењерка технологије, своју каријеру је започела проналаском хемијског једињења које се додаје сладоледу да би био кремаст.[25]
- Занимљива анегдота о пореклу корнета приписује се Ернесту Хамвију који је радећи на Светском сајму у Сент Луису 1904. године, приметио да је продавац сладоледа на оближњем штанду остао без чашица за сервирање. Хамви је дошао до савршеног решења - савио је један од својих вафла у облик корнета, пустио да се охлади и тако је настао најпопуларнији начин послуживања сладоледа. Посуђе и кашике више нису биле потребне.[26]
- Први сладолед на штапићу настао је заслугом Криса Нелсона посластичара из Ајове, који је био инспирисан дечком по имену Даглас Ресенден који није могао да одлучи између лизалице и сладоледа.
- Универзитет Ђелато у близини Болоње привлачи хиљаде посластичара из различитих земаља заинтересованих за усавршавање својих вештина у производњи сладоледа.
- Познати су случајеви неких посластичара који су у сладолед додавали антибиотике, да би сладолед био бактериолошки исправан, а то може бити веома опасно за оне који су алергични на антибиотике.Излог сладоледа у Риму.